# Vanga de Van Dam
La vanga de Van Dam (Xenopirostris damii) és un ocell de la família dels vàngids (Vangidae).

## Hàbitat i distribució
Habita els boscos àrids de les terres baixes del nord-oest de Madagascar.